# 小烏津河
小烏津河是俄羅斯的河流，由薩拉托夫州負責管轄，河道全長638公里，流域面積18,250平方公里，河水主要來自融雪，每年十一月至翌年四月結冰。
51°22′59″N 48°19′05″E / 51.38306°N 48.31806°E